# One Prudential Plaza
One Prudential Plaza je mrakodrap v americkém Chicagu. Postaven byl podle návrhu, který vypracovala firma Naess & Murphy. Má 41 podlaží a výšku 183,2 m (anténa se nepočítá). Byl dokončen v roce 1955. V roce 2006 byla budova prodána i se sousední budovou Two Prudential Plaza prodána firmě BentleyForbes za 470 milionů dolarů.